# Horacko-Mscislaŭská vysočina

Horacko-Mscislaŭská vysočina (2001)

Horacko-Mscislaŭská vysočina (1977)

Horacko-Mscislaŭská vysočina (běloruština Горацка-Мсціслаўскае ўзвышша) nebo také Horacko-Amscislaŭská rovina (v taraškevici Горацка-Амсьціслаўская раўніна) je vysočina v Mohylevské oblasti v Bělorusku. Nejvyšší bod má 239 m n. m.
Zabírá největší část Aršansko-Mohylevské roviny. Je ohraničena údolím řeky Sož na jihu a horním tokem řeky Proňa na západě.
Z tektonického hlediska se přimyká k Aršanské proláklině. Převažují drnové, drnově podzolové a hlinité s nánosy humusy v ornici 2,5%. Orné půdy zabírají 60% a přirozená vegetace 10% území vysočiny.